# Эрнандес, Джеки
Хасинто «Джеки» Эрнандес Сулуэта (исп. Jacinto Hernández Zulueta, 11 сентября 1940, Сентраль Тингуаро, Куба — 12 ноября 2019, Майами, Флорида, США) — кубинский бейсболист, шортстоп и игрок третьей базы. Выступал в Главной лиге бейсбола с 1965 по 1973 год. В составе «Питтсбург Пайрэтс» выиграл Мировую серию 1971 года.

## Биография

### Ранние годы и начало карьеры
Хасинто родился 11 сентября 1940 года в Сентраль Тингуаро. Это был крупный промышленный комплекс по переработке тростника и производству сахара. Глава семьи Томас Эрнандес работал на железной дороге, обслуживавшей предприятие. У него с супругой Марией Пруденсией было девять детей, среди которых Хасинто был восьмым. 
Подобные предприятия, как правило, имели собственные бейсбольные поля для отдыха работников. Игру в семье Эрнандес любили, двое старших братьев Хасинто играли за разные кубинские команды. Сам он в детстве носил биты для игроков команды Тингуаро и играл с другими детьми на окрестных пастбищах. Там Эрнандеса заметил один из скаутов, порекомендовавший его Хулио де Аркосу, владельцу одной из четырёх профессиональных команд страны того времени. В 1960 году Хасинто подписал контракт с «Алакранес дель Альмендарес». Он играл на позиции кэтчера в Любительской Кубинской и Межпровинциальной лигах.
В 1961 году профессиональные клубы на Кубе были ликвидированы по решению правительства Фиделя Кастро. В феврале Хасинто через Мексику уехал в США, где намеревался продолжить бейсбольную карьеру. Права на него уже тогда принадлежали клубу «Кливленд Индианс», так как де Аркос руководил сетью скаутов команды на Кубе. После весенних сборов Эрнандес был отправлен в команду «Дубьюк Пэкерс», игравшую в Лиге Среднего Запада. Американцам было сложно произносить его имя, которое постепенно превратилось в прозвище «Джеки». 

### Профессиональная карьера
Главными проблемами при адаптации в США для Эрнандеса стали языковой барьер и расовая сегрегация — в стране ещё действовали законы Джима Кроу. С ней Джеки столкнулся по пути из Флориды в Айову, где базировалась его команда. Игры Лиги Среднего Запада проходили в Айове, Иллинойсе и Индиане. На территориях этих штатов сегрегация практически отсутствовала. В дебютном сезоне Эрнандес сыграл на позиции кэтчера в 108 матчах за «Пэкерс», отбивая с показателем 27,4 %. После его окончания он задумался о возвращении на Кубу, но мать отговорила его.
Весной 1962 года Эрнандес отправился играть за «Берлингтон Индианс», где его перевели на позицию шортстопа. На новом месте он провёл 88 игр, действуя в защите с показателем надёжности 94,0 %. Там же Джеки познакомился с Айдой Синглтон, ставшей позднее его супругой. В межсезонье он хотел играть в одной из зимних лиг, но правила Главной лиги бейсбола разрешали бейсболистам из Латинской Америки выступать только на родине. К тому моменту попасть из США на Кубу и обратно было уже невозможно.
В 1963 году Джеки начал играть в АА-лиге за «Чарлстон Индианс». Там он выступал в течение двух сезонов, последних, когда он играл на месте кэтчера. Зимой 1963/64 годов Эрнандес также играл в Венесуэле и Доминиканской Республике. Он не был звездой и на подобное нарушение руководство лиги не обратило внимания. 

#### Главная лига бейсбола
Перелом в его карьере произошёл в 1965 году. Руководство «Кливленда» пообещало Джеки повышение зарплаты на 200 долларов в случае если он будет играть за команду ААА-лиги. Когда это случилось, он не получил денег и предъявил клубу ультиматум. В мае контракт Эрнандеса был выкуплен «Калифорнией Энджелс». Там он получил устроивший его контракт и в сентябре дебютировал в Главной лиге бейсбола, приняв участие в шести матчах команды. Зимой Эрнандес играл в Никарагуа и Венесуэле (за «Карденалес де Лара»). 
В сезоне 1966 года он постоянно находился в расположении основного состава «Энджелс», но играл мало. Место шортстопа в команде было занято Джимом Фрегози. В результате Джеки принял участие в 58 матчах сезона, в основном как пинч-раннер, и выходил на поле на пяти разных позициях. После ещё одной зимы в Венесуэле, клуб обменял Эрнандеса в «Миннесоту».
Большую часть 1967 года Джеки провёл в команде ААА-лиги «Денвер Беарс», сыграв в 112 матчах. В августе его вызвали в основной состав «Твинс», чтобы заменить Рода Карью, который уехал на двухнедельные военные сборы. Тем не менее, Эрнандес играл за «Миннесоту» до конца регулярного чемпионата, в концовке которого команда уступила победителю Американской лиги «Бостон Ред Сокс» всего одну победу. Снова проведя зиму в Венесуэле в клубе «Тигрес де Арагуа», весной 1968 года он выиграл конкуренцию за место в стартовом составе «Твинс». Однако сезон у Джеки сложился неудачно и в защите и в нападении. Почти всю вторую половину чемпионата он провёл в «Беарс». В октябре состоялся драфт расширения лиги и права на Эрнандеса перешли к «Канзас-Сити Роялс».
На предсезонные сборы новой команды Джеки приехал в статусе чемпиона Зимней лиги Пуэрто-Рико в составе клуба «Леонес де Понсе». Сезон 1969 года он провёл в качестве основного шортстопа «Роялс», сыграв в 145 матчах — лучший результат в его карьере. На бите он показал эффективность 22,2 %, а в защите совершил 33 ошибки. Зимой Эрнандес второй раз подряд стал чемпионом в Пуэрто-Рико, а также сыграл в матчах Карибской серии, где его команда заняла второе место. В 1970 году он вернулся в «Канзас-Сити», но в стартовом составе появился только в 65 играх.
В декабре во время крупного обмена Эрнандес был отправлен в «Питтсбург Пайрэтс». Весной следующего года травму получил основной шортстоп команды Джин Элли и его заменил Джеки. Ряд игроков «Пайрэтс» не доверяли новичку, но его активно поддерживал звёздный аутфилдер Роберто Клементе. Сезон 1971 года «Питтсбург» завершил триумфально. Сначала в финале Национальной лиге были обыграны «Сан-Франциско Джайентс», а затем, в Мировой серии, «Балтимор Ориолс». Джеки сыграл во всех семи матчах финала, отметившись четырьмя хитами и украденной базой. По ходу этого чемпионата произошло ещё одно важное событие — впервые в истории Главной лиги бейсбола состав команды полностью состоял из чернокожих игроков.

#### Завершение карьеры
В двух последующих сезонах в «Пайрэтс» Эрнандес был запасным, сначала у ветерана Элли, а затем для обменянного из «Окленда» Дэла Максвилла. Весной 1974 года Джеки обменяли в «Филадельфию». Там он не сумел пробиться в основной состав и был отчислен ещё во время сборов. Он вернулся в «Питтсбург» как свободный агент и отыграл год в ААА-лиге в «Чарлстоне».
Сезон 1975 года Эрнандес провёл в Мексике в составе «Карденалес де Вильяэрмоса». По итогам сезона его признали лучшим шортстопом лиги. В течение следующих двух лет он играл в Венесуэле, Доминиканской Республике и других мексиканских командах. Окончательно он завершил карьеру в 1977 году в возрасте 37 лет. 

### После завершения карьеры
Двадцать лет, с 1977 по 1997 год, Джеки тренировал детские команды и работал вне бейсбола. В 1990 году умерла его мать и он впервые за почти тридцать лет посетил Кубу. В 1997 году, по приглашению своего друга Паулино Касановы, Эрнандес начал работать тренером в бейсбольной академии в Майами. Он также занимал пост главного тренера в трёх командах независимых лиг. В 2013 году Джеки вышел на пенсию, хотя продолжал посещать академию и принимать участие в предсезонных сборах «Питтсбурга», проходивших во Флориде.
В 2019 году Джеки Эрнандесу был диагностирован рак лёгких с метастазами. Он скончался 12 октября.